# Jean-Paul Sinibaldi
Pour les articles homonymes, voir Sinibaldi.
Jean Paul Raphaël Sinibaldi, né le 19 mai 1857 à Paris et mort le 17 janvier 1909 à Bourg-en-Bresse, est un peintre français.

## Biographie

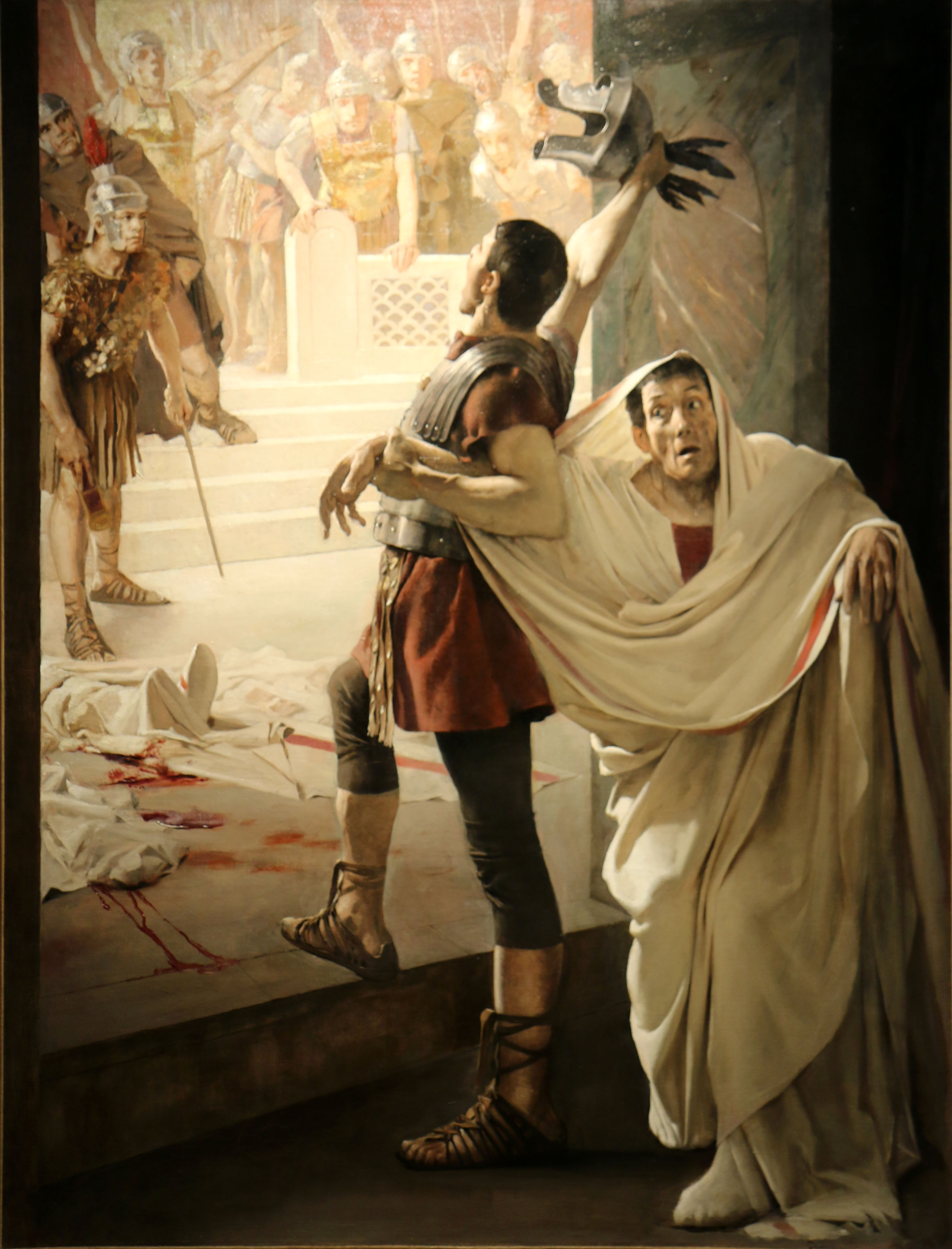
Claude nommé empereur, Musée Paul Valéry.

Sinibaldi entre à l'école des Beaux-Arts où il est l'élève d'Alexandre Cabanel et d'Alfred Stevens.
Il commence à exposer au salon de 1881. En 1886, il obtient le second prix de Rome. Il reçoit les insignes de chevalier de la Légion d'honneur en 1900.
Vers 1902, il peint le décor de la salle des mariages de l'hôtel de ville de Lille (détruite en 1916) puis s'attèle à la décoration de l'Hôtel de ville de Paris.

## Distinctions
- Chevalier de la Légion d'honneur (décret du 14 décembre 1900). Il est fait chevalier par le sénateur Étienne Goujon le 27 janvier 1901.

## Œuvres principales
- Le Défilé, d'après F. Coppée (salon de 1881)[6]
- Fille des Rajahs (1888)
- Claude nommé Empereur (1890), musée Paul Valéry à Sète
- Portrait de Sarah Bernhardt (vers 1895), huile sur toile (Hardy Alan) 35,5 x 27,5 Collection privée
- Le défilé, huile sur toile, 253 x 177 cm, Gray (Haute-Saône), musée Baron-Martin